# キッド・アイラック・アート・ホール
キッド・アイラック・アート・ホール（英語: KID AILACK ART HALL）は、かつて東京都世田谷区松原に存在した小劇場・ギャラリーである。

## 概要
著作家、美術評論家の窪島誠一郎が、1964年（昭和39年）に設立した。窪島が経営するスナック「塔」に、1965年（昭和40年）2月、「キッド・アイラック・ホール」を設置した。このホールは当時、若い芸術家たちが集う夢の空間で、阿部薫や浅川マキ、寺山修司などの後に時代を担うこととなる芸術家たちが、このホールを愛し、このホールから巣立っていった。2002年（平成14年）7月に道路建設ともない37年間の幕を閉じ、同年10月に「キッド・アイラック・アート・ホール」として再建された。
建物名の「キッド・アイラック」は喜怒哀楽に由来している。絵画や写真の展示だけでは無く、朗読会や演奏会、ダンス、演劇も催される総合芸術空間であった。併設の「ブック・カフェ槐多」は、窪島誠一郎の蔵書、約千冊が天井まで並ぶシックなカフェ。1919年（大正8年）に22歳で夭折した詩人画家村山槐多の名を冠しており、壁にはデッサンレプリカが飾られていた。ここでは、サイフォン式コーヒーや手作りケーキの他、アルコールも楽しむ事ができた。
2016年（平成28年）12月31日、窪島の意向により閉館。当時、アートチーフディレクターを務めていた早川誠司は、高山尚紀とともに、その後アトリエ第Q藝術を開館している。

## 施設
- B1F：ブック・カフェ槐多（喫茶店 & bar）
- 1F：小劇場・イベントホール
- 3F-4F：　アネックスギャラリー
- 5F：ギャラリー

## 利用情報
- 開館時間：10:00 - 22:00
- 休館日：毎週火曜日
- 所在地：〒156-0043 東京都世田谷区松原2-43-11

## 交通アクセス
- 京王線・京王井の頭線「明大前駅」下車、徒歩2分。